# Haemaphlebiella formona
Haemaphlebiella formona är en fjärilsart som beskrevs av William Schaus 1905. Haemaphlebiella formona ingår i släktet Haemaphlebiella och familjen björnspinnare. Inga underarter finns listade i Catalogue of Life.